# Carl Wilhelm Hingst
Carl Wilhelm Hingst (* 28. Februar 1814 in Tragnitz; † 26. Dezember 1885 in Leisnig) war Kirchschullehrer und anerkannter Lokalhistoriker der Gegend des heutigen Landkreises Mittelsachsen.

## Leben
Hingst war 1834 zunächst Substitut in Tragnitz bei Leisnig und 1835 dort Kirchschullehrer. Von 1845 bis 1879 war Hingst Kirchschullehrer und Kantor in Zschaitz.
Schwerpunkte seiner auf umfangreiche Quellenarbeit gestützten historischen Forschungen war die mittelalterliche Geschichte der Stadt- und Amtsbezirke Leisnig, Döbeln und Freiberg. Die 1872 erschienene umfangreiche Chronik von Döbeln und Umgegend gilt bis heute als Standardwerk und erschien 1999 als Reprint erneut.
Hingst war korrespondierendes Mitglied des Leisniger Geschichts- und Altertumsvereins und Ehrenmitglied des Freiberger sowie des Dresdner Altertumsvereins.
Hingsts wissenschaftlicher Nachlass im Archiv der Burg Mildenstein ist noch weitgehend unerschlossen.

## Familie
Hingsts älterer Bruder, der Pfarrer Friedrich August Hingst (* 16. März 1812 in Tragnitz; † 24. Mai 1848 in Machern) ist der Vater des königlich-sächsischen Generalleutnants Paul von Hingst (1846–1919).

## Werke (Auswahl)
- Deutsche Vaterlandskunde, d. i. populäre, geographisch-statistische Beschreibung aller Länder deutscher Zunge für Volksschulen, wie für den deutschen Bürger- und Bauernstand. Verlags-Comptoir, Grimma, 1835.
- Umschau im Vaterlande. Das Wichtigste aus der Landes- u. Ortsbeschreibung des Königr. Sachsen für Schule u. Haus. Thallwitz, Döbeln 1859.
- Sächsischer Zeitspiegel – Das Wichtigste aus der Staats- und Culturgeschichte des Königreichs Sachsen für Schule und Haus. Thallwitz, Döbeln 1862 (gei.de).
- Markgraf Conrads Regierungsantritt. In: Archiv für Sächsische Geschichte. Nr. 3, 1865, S. 72–81 (slub-dresden.de).
- Das Kloster Buch in seinem Ursprunge, Wachsthume und Glanze. In: Mittheilungen des königlich sächsischen Vereins für Erforschung und Erhaltung vaterländischer Geschichts- und Kunstdenkmale, Heft 14, Dresden 1865, S. 64–90 (online).
- Die Hersfeld’schen Lehne an der (östlichen) Mulde und Zschopau, im Meißnischen. In: Mitteilungen des Freiberger Altertumsvereins. Nr. 4, 1866, S. 395–408 (slub-dresden.de).
- Freiberg zur Zeit Heinrichs des Erlauchten (1221 bis 1288). In: Mitteilungen des Freiberger Altertumsvereins. Nr. 6, 1867, S. 551–570 (slub-dresden.de).
- Freibergs Bevölkerung im 16. Jahrhunderte. In: Mitteilungen des Freiberger Altertumsvereins. Nr. 6, 1867, S. 571–578 (slub-dresden.de).
- Die adelige, bürger- und bäuerliche Bevölkerung der Stadt- und Amtsbezirke Leisnig und Döbeln im 13.–16. Jahrhundert. In: Mitteilungen des Geschichts- und Altertumsvereins zu Leisnig. Nr. 1, 1868, S. 1–43 (google.de).
- Freiberg in unmittelbar kaiserlichem Besitze. In: Mitteilungen des Freiberger Altertumsvereins. Nr. 7, 1870, S. 663–668 (slub-dresden.de).
- Leisnig. Schloß, Stadt und Amt vor fünfhundert Jahren. In: Mitteilungen des Geschichts- und Altertumsvereins zu Leisnig. Nr. 2, 1871, S. 1–102.
- Chronik von Döbeln und Umgegend. Schmidt: Döbeln 1872 (online).
- Blicke in die früheste Geschichte Leipzigs. In: Schriften des Vereins für die Geschichte Leipzigs. Nr. 1, 1872, S. 71–84 (slub-dresden.de).
- Die „Thumerey“ zu Freiberg. In: Mitteilungen des Freiberger Altertumsvereins. Nr. 9, 1872, S. 791–806 (slub-dresden.de).
- Herzog Heinrich’s Hofhaltung in Freiberg. In: Mitteilungen des Freiberger Altertumsvereins. Nr. 10, 1873, S. 881–896 (slub-dresden.de).
- Die Ahnherren des sächsischen Fürstenstammes und ihre erste hierländische Heimstätte. In: Mitteilungen des Freiberger Altertumsvereins. Nr. 11, 1874, S. 961–976 (slub-dresden.de).
- Die bürgerliche Bewohnerschaft der Städte Leisnig und Döbeln im 15.–17. Jahrhundert. In: Mitteilungen des Geschichts- und Altertumsvereins zu Leisnig. Nr. 3, 1874, S. 1–27 (google.de).
- Die Reformation im Kloster Buch und seinem Kirchsprengel. In: Mitteilungen des Geschichts- und Altertumsvereins zu Leisnig. Nr. 3, 1874, S. 31–56 (google.de).
- Das städtische Unterrichtswesen im Mittelalter. In: Mitteilungen des Freiberger Altertumsvereins. Nr. 13, 1876, S. 1087–1100 (slub-dresden.de).
- Abschriften einiger Leisnig betreffenden noch ungedruckten Urkunden. Historische Miszellen. In: Mitteilungen des Geschichts- und Altertumsvereins zu Leisnig. Nr. 4, 1876, S. 15–25 (google.de).
- Leisnigs Schicksale in den letzten Jahren des dreißigjährigen Krieges. In: Mitteilungen des Geschichts- und Altertumsvereins zu Leisnig. Nr. 4, 1876, S. 43–58 (google.de).
- Der Kirchen-Collaturbezirk des ehemaligen Klosters Buch. In: Mitteilungen des Geschichts- und Altertumsvereins zu Leisnig. Nr. 4, 1876, S. 59–74 (google.de).
- Die Verheerungen der Pest im Erzgebirge besonders in und um Freiberg. In: Mitteilungen des Freiberger Altertumsvereins. Nr. 16, 1879, S. 1–22 (slub-dresden.de).
- Die alten Burgen und Rittersitze um Freiberg. In: Mitteilungen des Freiberger Altertumsvereins. Nr. 18, 1882, S. 1–42 (slub-dresden.de).
- Mittelalterliche Sanitätsverhältnisse Freibergs und darauf bezügliche obrigkeitliche Maßnahmen. In: Mitteilungen des Freiberger Altertumsvereins. Nr. 21, 1884, S. 33–58 (slub-dresden.de).
- Geschichtliches über die Kirchfahrt Zschaitz (Ephorie Leisnig). Schmidt, Döbeln 1885 (slub-dresden.de).
- Das Inventarium der Stadtkirche zu Leisnig im Jahre 1530. In: Mitteilungen des Geschichts- und Altertumsvereins zu Leisnig. Nr. 9, 1893, S. 64–66.